# CQBR卡賓槍
近距離戰鬥机匣（英文：Close Quarters Battle Receiver，缩写：CQBR），美軍定名為Mk 18 Mod 0，亦被暱稱為近距離戰鬥步槍。
CQBR是藉由更換M4卡賓槍的上機匣及短槍管改裝而成的近战步槍，槍管只有10.3英寸（260毫米），可算是現代化版本的柯爾特突擊型（Colt Commando）。CQBR於2000年正式裝備美国海军的特種作戰部隊。
該槍最初的北約库藏編號（NSN）為“1005-LL-L99-5996”，而由M4卡賓槍完全改裝的CQBR，其北約库藏編號為“1005-01-527-2288”。CQBR上槍身總長度為19.25英寸（489毫米），含下槍身槍托收起時為26.25英寸（667毫米）。

## 開發背景
由於M16突擊步槍及M4卡賓槍不能完全勝任所有任務，美國海軍水面作戰中心以更換特种用途机匣及短槍管的方式設計出CQBR，其改裝套件其實是M4卡賓槍SOPMOD Block II的其中一個项目。目前該中心已把CQBR抽出SOPMOD作獨立發展，類似Mk 12 SPR。完全改裝的CQBR定名為Mk 18 Mod 0。
Mk 18 Mod 1為改用丹尼爾防務公司（Daniel Defense）皮卡汀尼導軌護木的版本，同時換裝了不具備前準星的導氣座。改進的地方類似於供M4A1用的SOPMOD Block II套件。目前主要供SOCOM旗下的特種作戰部隊使用。
最新版本為Mk 18 URG-I，該型號配備由Geissele Automatics生產的M-LOK護木和不具備前準星座的導氣座，並改用更輕的冷鍛式槍管及一個更長的導氣系統。目前主要由美國空軍特種作戰司令部（AFSOC）旗下的單位使用。
CQBR以把M4A1縮短至接近衝鋒槍的尺寸，但發射步槍彈藥為設計原則，主要在要員保護（VIP Protection）、城市或室内等近身距離作戰（CQB）任务時使用。CQBR亦被定為完整武器系統配发，原先只裝備美國海軍的特種作戰部隊，現在則已配发其他部隊作搜捕（VBSS）、要員保護、防衛及搜查等任務。
CQBR配備10.3寸（262毫米）短槍管，在組裝時需作特別修改，把導氣孔直径由0.062寸（0.16毫米）放大至0.070寸（0.18毫米）、三件式闭气环改為一体化McFarland闭气环，以及把4圈拉壳彈簧改為5圈拉壳彈簧（亦有厂商推出O圈围绕拉壳彈簧）。

## 規格
- 機匣：CQBR採用標準的M4A1下機匣，但CQBR內部增大了導氣孔至0.070寸（0.18毫米）及改裝緩衝器，採用Precision Reflex, Inc.製造的M84 Gas Buster及擴大的拉機柄鎖。
- 瞄具：最初的CQBR將可拆式提把切斷只保留後準星部份，現在大多改為裝上Lewis Machine & Tool的可拆式後備照門。
- 槍托：採用M4的伸縮槍托（有4個固定位置選擇），但戰場上常見為SOPMOD版本槍托（又稱Crane槍托），由NSWC-Crane的Dave Armstrong設計，有舒適的貼腮面及可存放兩個後備電池，初期Crane槍托為容易碎裂的玻璃纖維聚合物，亦出現不能固定位置的問題，後來改用Lewis Machine & Tool的槍托，以上問題亦一一解決。部份特種作戰部隊使用的Mk 18 Mod 1衍生型則改用了馬格普工業公司（Magpul Industries）的CTR槍托。
- 槍管：採用1:7寸（178毫米）纏距的10.3寸（260毫米）槍管，護木內的槍管直徑為0.625寸（16毫米）。裝有北約庫藏編號為1005-01-437-0324的KAC QD消焰器（對應快拆式消聲器），保留刺刀卡榫，但不能安裝刺刀。最新版本Mk 18 URG-I改用較輕的冷鍛式槍管，並配備一個更長的導氣系統。
- 護木：CQBR的標準護木為KAC（英语：Knight's Armament Company） RIS導軌護木（RIS；北約庫藏編號1005-01-416-1089），可安裝任何對應MIL-STD-1913規格皮卡汀尼導軌的配件。Mk 18 Mod 1衍生型則改用丹尼爾防務公司（Daniel Defense）生產的皮卡汀尼導軌護木和不具備前準星座的導氣座。而最新版本Mk 18 URG-I則配備由Geissele Automatics生產的M-LOK護木和不具備前準星座的導氣座。
- 彈藥：CQBR發射62格令的5.56×45毫米M855普通彈和M856曳光彈，但77格令的Mk262彈在短槍管更為適合。目前沒有任何改變彈藥的計劃。

## 圖片

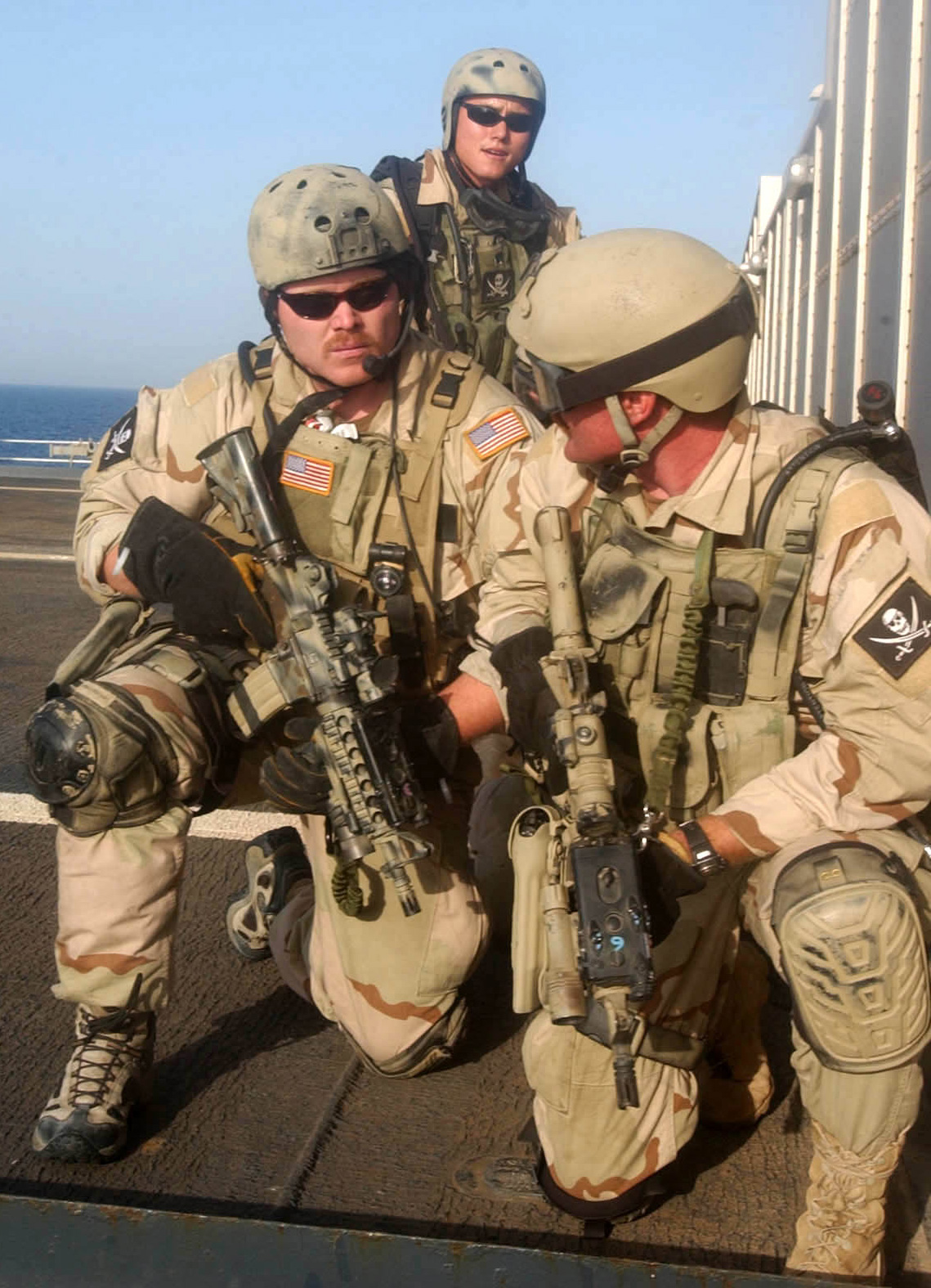
美国海军海豹部队進行VBSS搜捕任務，圖中的CQBR裝有標準M4枪托。
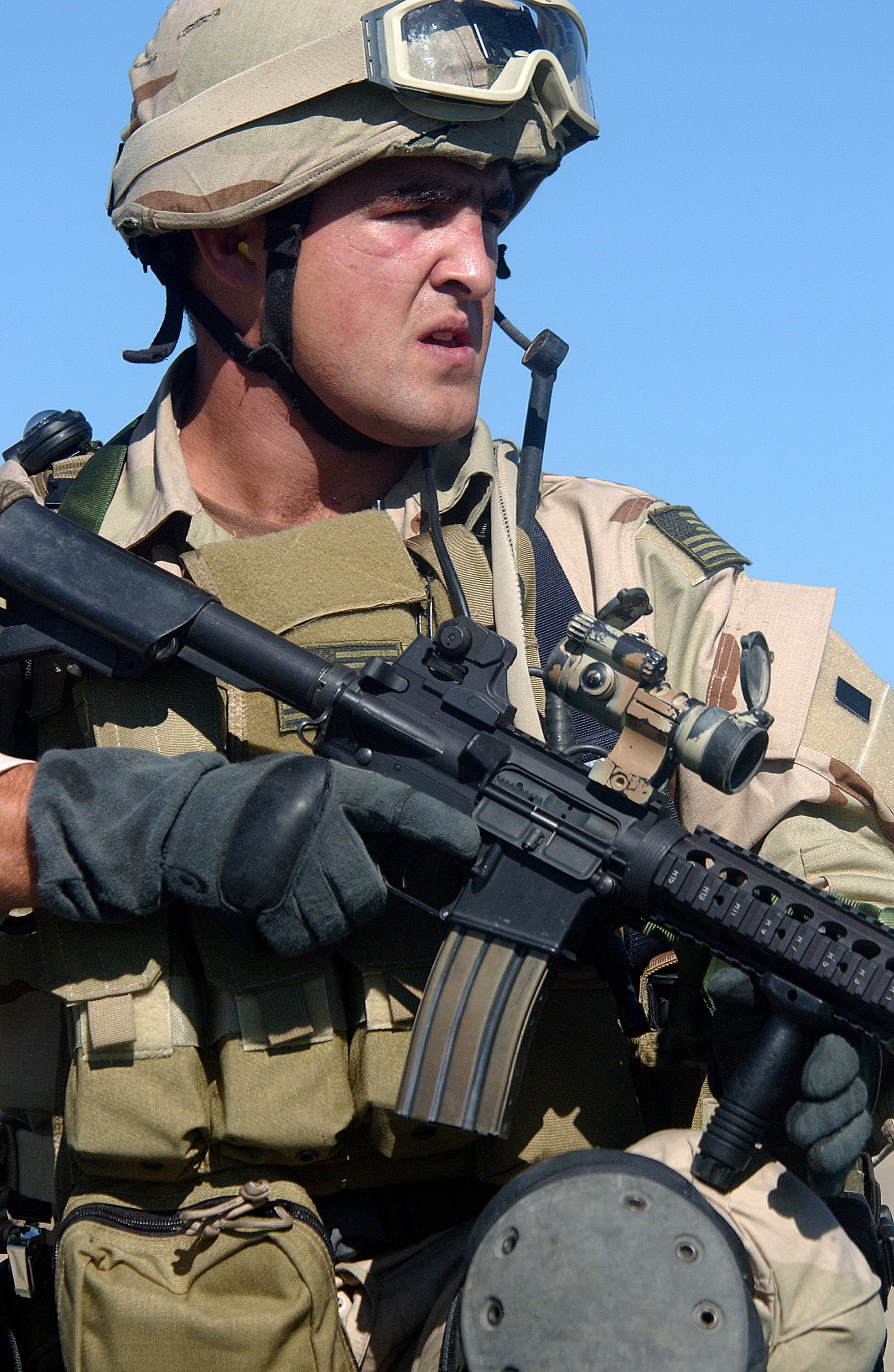
Crane枪托、Lewis Machine & Tools後備照門的CQBR。
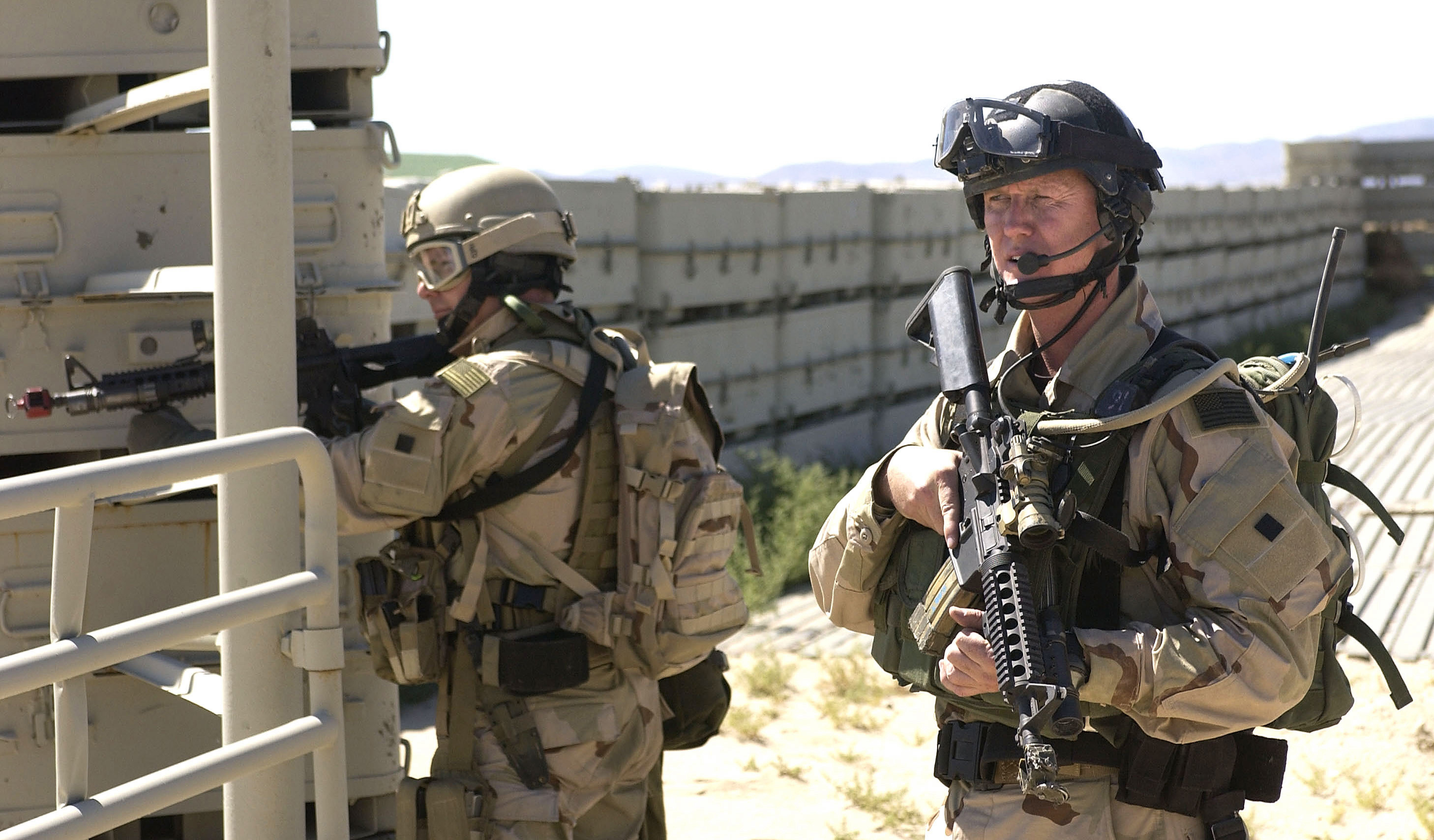
兩名海豹队員在沙漠地區演習，圖中的CQBR裝有空包彈助退器。
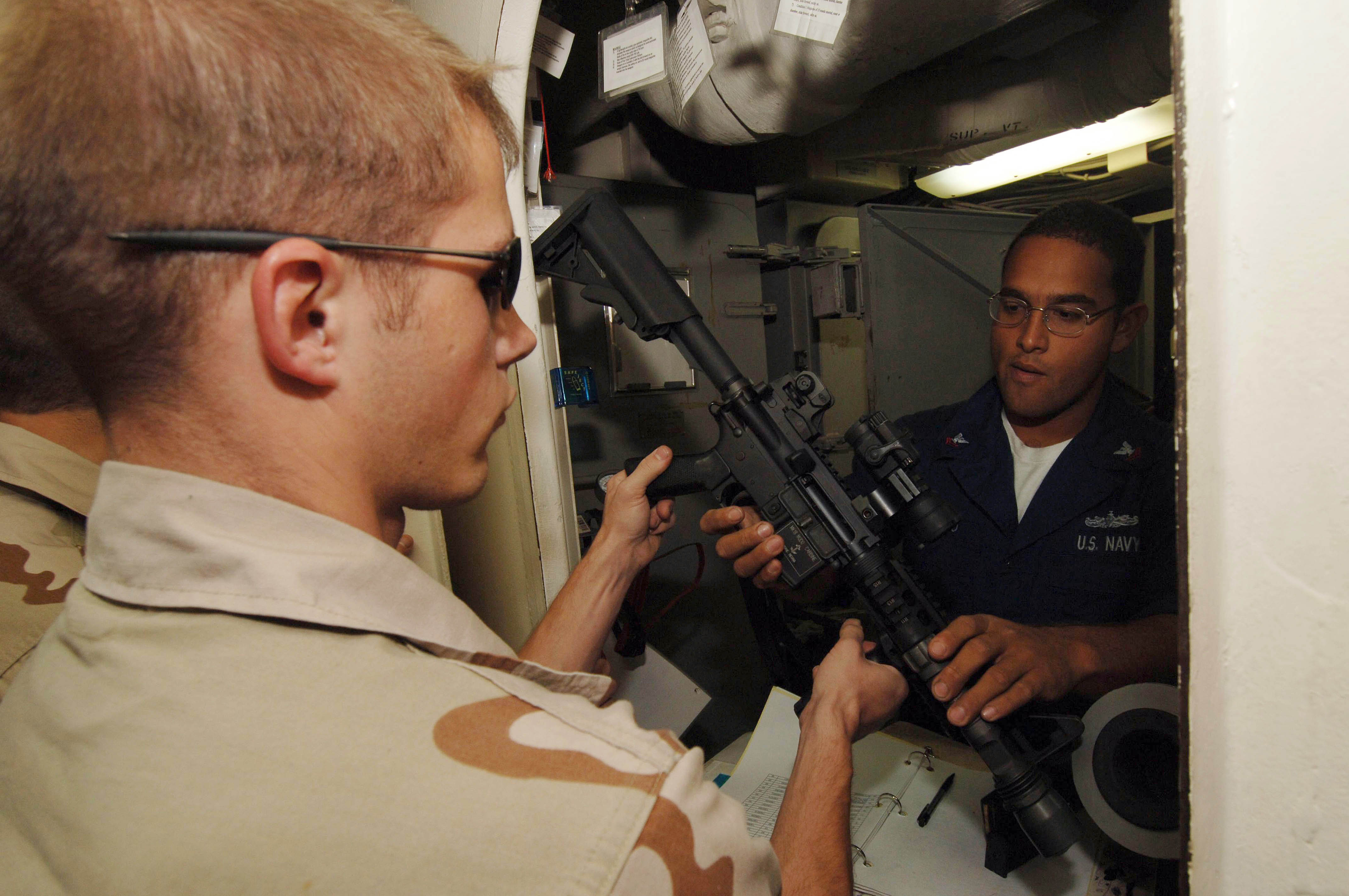
機匣加印上「MK18 MOD0 CARBINE」的版本。
美國海軍陸戰隊特戰團幹員使用Mk 18 Mod 1
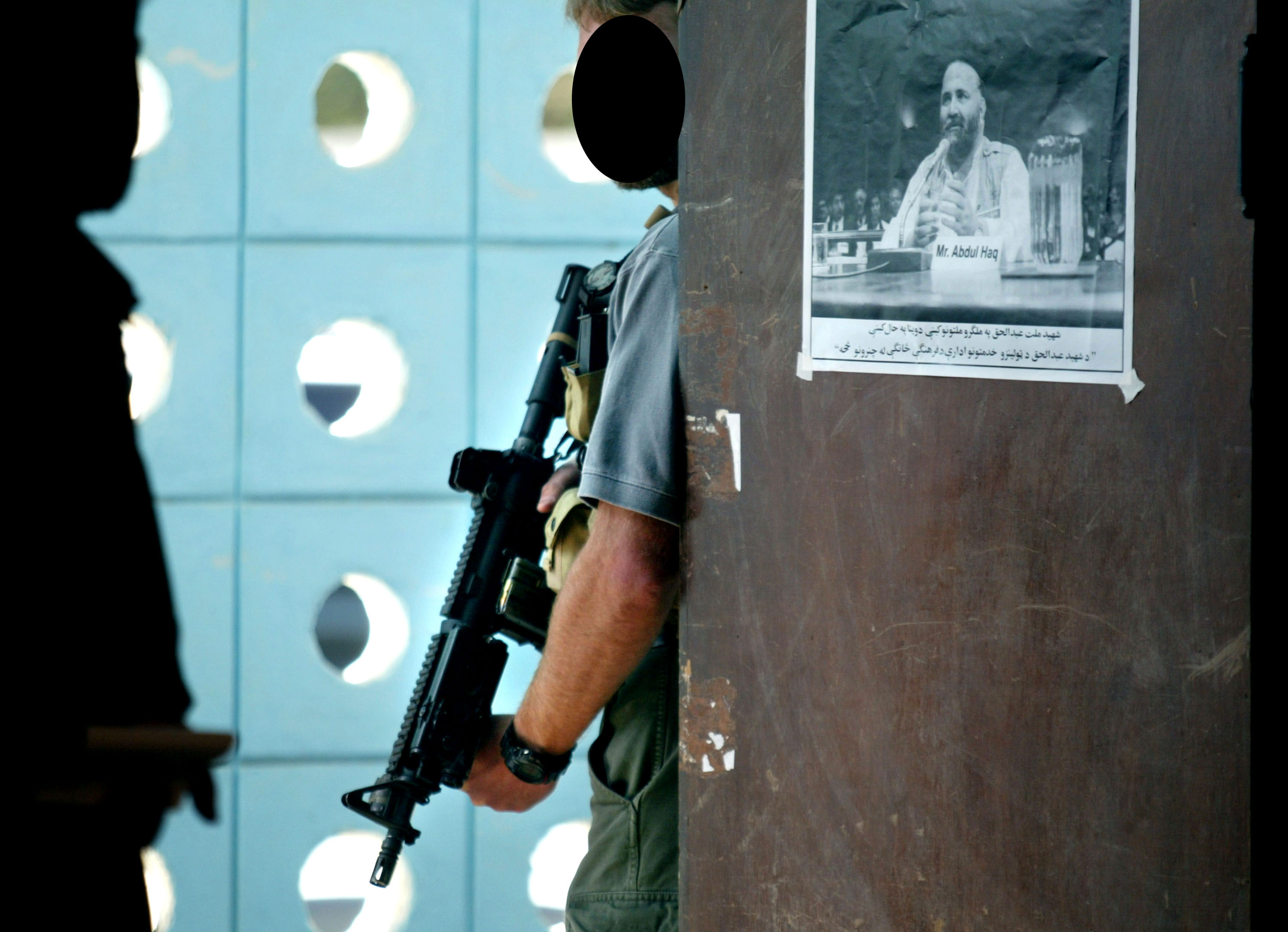
在阿富汗擔任保鏢的美國海軍特種作戰開發組幹員
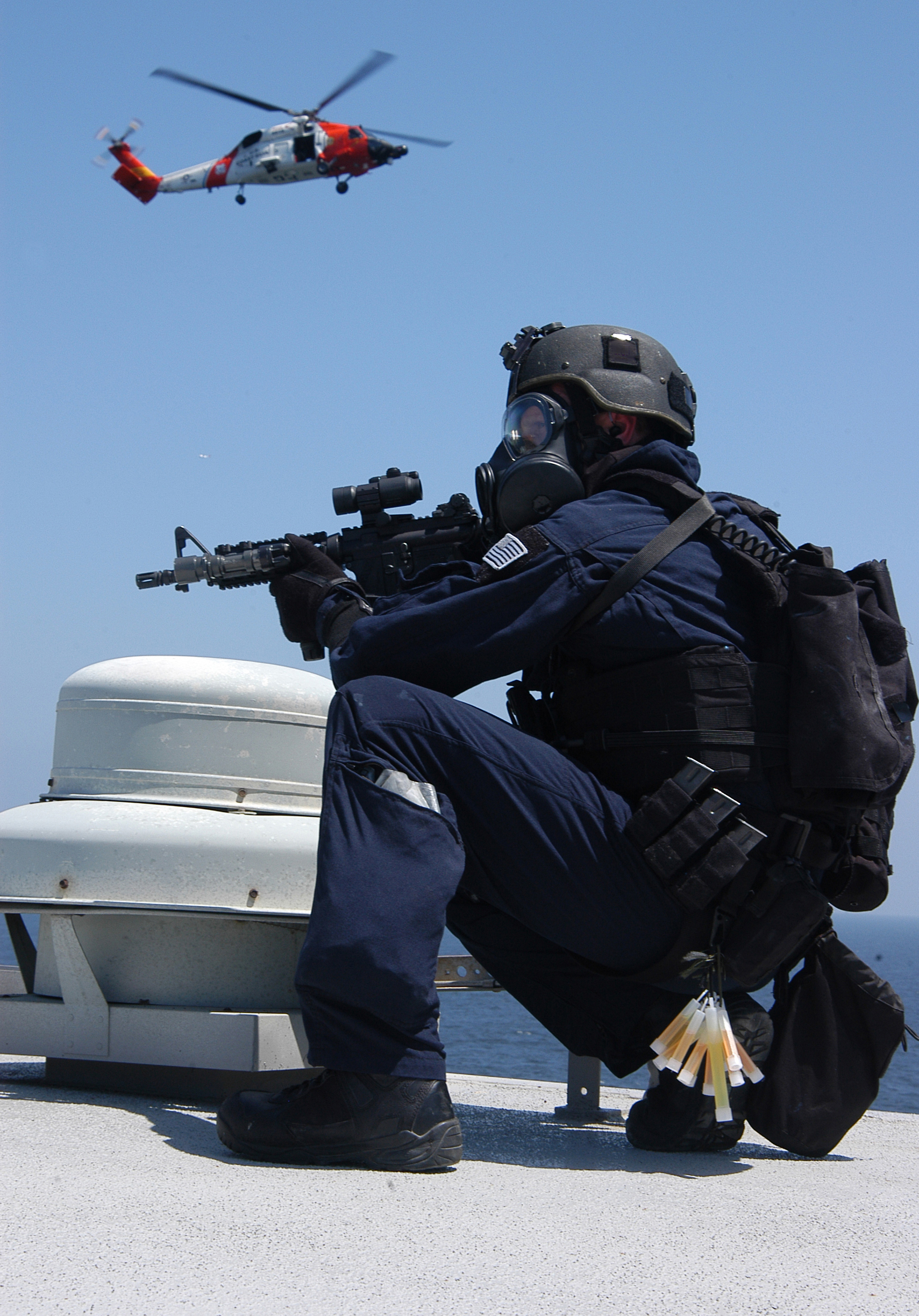
美國海岸防衛隊海上保安應變隊幹員手持CQBR

## 使用國
- 阿富汗伊斯蘭酋長國
- - 澳洲陸軍特種空勤團
  - 澳洲聯邦警察—採用Daniel Defense生產型。
- 希腊
  - 希臘海軍水下爆破司令部（英语：Underwater Demolition Command）
- 菲律賓
  - 菲律賓海軍陸戰隊特種作戰群
- —採用Daniel Defense生產型。
  - 大韓民國警察廳警察特攻隊
  - 大韓民國海洋警察廳海洋警察特攻隊
- 中華民國—採用Daniel Defense生產型。
  - 內政部警政署刑事警察局
  - 除暴特勤隊
  - 海巡特勤隊
- 所罗门群岛—採用Daniel Defense生產型。
  - 索羅門群島皇家警察部隊
- 乌克兰—2022年俄羅斯入侵烏克蘭期間由美國供應，包括Daniel Defense生產型。
  - 烏克蘭武裝部隊
    - 烏克蘭特種作戰部隊
    - 國土防衛軍
- 美国
  - 美國特種作戰司令部
    - 美國陸軍特種作戰司令部
    - 美國海軍特種作戰司令部
    - 美國空軍特種作戰司令部
    - 美國海軍陸戰隊特種作戰司令部
    - 聯合特種作戰司令部（已退役）

  - 美國海軍陸戰隊
  - 美國海軍
  - 美國海岸警衛隊
  - 聯邦調查局人質拯救隊（曾在伊拉克行動期間使用Mk 18 Mod 0）

## 流行文化

### 電影
- 2012年—
- 2012年—：型號為Mk 18 Mod 0，由數名三棲特戰隊幹員所使用。
- 2014年—《美國狙擊手》：型號為Mk 18 Mod 0，卡其色塗裝並裝上各種戰術配件，由克里斯·凱爾（布萊德利·庫柏飾演）在內的多名三棲特戰隊幹員所使用。
- 2016年—：型號為Mk 18 Mod 0，由全球應對人員葛蘭·「布伯」·杜赫提（托比·史蒂芬飾演）和美國國務院外交安全局探員戴夫·「布恩」·班頓（大衛·丹曼飾演）所使用，裝上EOTECH全息瞄準鏡和前握把。
- 2025年—《戰役》：型號為Mk 18 Mod 0，裝有各種戰術配件，由部分海豹部隊成員所使用。

### 电子游戏
- 2007年—《穿越火线》：拥有两种版本：
  - 加装消音器与前握把版本命名为“MK18”，以30发弹匣供彈，需要达到中士军衔并以20000GP方可购买并永久使用；
  - 加装消音器、全息瞄准镜、AN/PEQ-15激光瞄准器与前握把版本命名为“M4 CQBR”，只能通过通关守卫挑战模式几率获得，可以通过右键来使用全息瞄准镜瞄准但奇怪的射速会下降。拥有改进型“M4 CQBR-SS”，在原枪基础上加装双弹匣，在两次更换弹匣周期的第一次动作中会切换为第二个弹匣并按枪机释放钮上膛，第二次动作则是直接更换新弹匣并拉动拉机柄上膛。
- 2010年—《荣誉勋章》：型號為Mk 18 Mod 0，只在單人模式中登場，命名為“CQBR”，在最初的關卡由AFO海神所屬的美國海軍特種作戰開發組幹員（包括玩家角色“野免”）所使用。
- 2012年—：型號為Mk 18 Mod 0，命名為「M4A4」，為反恐部隊陣營的專屬武器。
- 2012年—《战争前线》：命名为“M4 CQB”，取消了前照准器与提把而改为导轨安装的售后市场机械瞄具。使用30发STANAG弹匣装弹。為工程兵武器，无需解锁即可购买，可以改装枪口配件（通用消音器、冲锋枪消音器、冲锋枪制退器）、战术导轨配件（通用握把、冲锋枪握把）以及瞄准镜（EoTech 553全息瞄准镜、绿点全息瞄准镜、红点瞄准镜、冲锋枪普通瞄准镜、冲锋枪高级瞄准镜）。擁有林地迷彩和白金版兩種改裝版本，提高威力，載彈以及精准度，均可以改装枪口配件（通用消音器、冲锋枪消音器、冲锋枪制退器、冲锋枪刺刀）、战术导轨配件（通用握把、冲锋枪握把、冲锋枪握把架）以及瞄准镜（EOTECH 553全息瞄准镜、绿点全息瞄准镜、红点瞄准镜、冲锋枪普通瞄准镜、冲锋枪高级瞄准镜、冲锋枪专家瞄准镜）。
  - 林地迷彩版本为活动武器，白金版中国大陆为K点武器其他地区为活动武器
- 2014年—《戰地之王》：型號為Mk 18 Mod 0，命名為「MK18 MOD0」。偵察兵武器，自帶消音器，使用EURO購買。
- 2014年—《叛亂（英语：Insurgency (video game)）》：型號為Mk 18 Mod 0，命名為“MK18”，安全部隊專用武器。
- 2018年—《叛亂：沙漠風暴》：型號為Mk 18 Mod 1，命名為“Mk. 18 CQBR”，為安全部隊專屬武器。
- 2018年—《地面部隊》（Ground Branch）：型號為Mk 18 Mod 1。
- 2019年—：命名為“MK18”，可于商城购买或在特种部队箱抽取。
- 2020年—《重製版》: 命名為“CQBR突擊步槍”，由保護傘生物災害對策部隊隊員卡洛斯．奧利維拉使用。奇怪的是會出現於1998年。
- 2021年—《嚴陣以待》：型號為MK 18 Mod 0，命名為“MK18”（Adams更新前錯誤地命名為“M4A1”）。
- 2023年—《生化危機4 重製版》：命名為「CQBR突擊步槍」，能裝配兩倍瞄準鏡、三倍瞄準鏡與特殊瞄準鏡，使用步槍子彈。

### 動畫
- 2009年—《古城荊棘王》：型號為Mk 18 Mod 0，裝上各種戰術配件，由男主角馬可·歐文所使用。
- 2010年—《Angel Beats!》：型號為Mk 18 Mod 0，裝上各種戰術配件及C-Mag彈鼓，於第12話由仲村百合所使用。

### 小說
- 2018年—《裏世界遠足》：型號為Mk 18 Mod 0，裝上ACOG、Magpul CTR槍托，以及TangoDown前握把。為主角紙越空魚在解救受困於裏世界的美軍海軍陸戰隊時向美軍借用。

## 另見
- AR-15自動步槍
- M16突擊步槍
- M4卡賓槍
- CAR-15卡賓槍

## 資料來源
- （中文）—槍炮世界（Mk.18 Mod 0/1 CQBR）（页面存档备份，存于）
- （英文）—dtic.mil-CQBR資枓（PPT格式）